# Jezioro Rakowieckie
Jezioro Rakowieckie – jezioro rynnowe w Polsce położone w województwie pomorskim, w powiecie tczewskim, w gminie Gniew przy drodze krajowej nr 91. Na wschód od jeziora w zwartym kompleksie leśnym po obu stronach nieistniejącej już linii kolejowej Smętowo Graniczne-Kwidzyn znajdują się dwa obszary przyrody chronionej, rezerwaty florystyczne Opalenie Dolne i Opalenie Górne.
Ogólna powierzchnia: 32,2 ha